# Nagada I

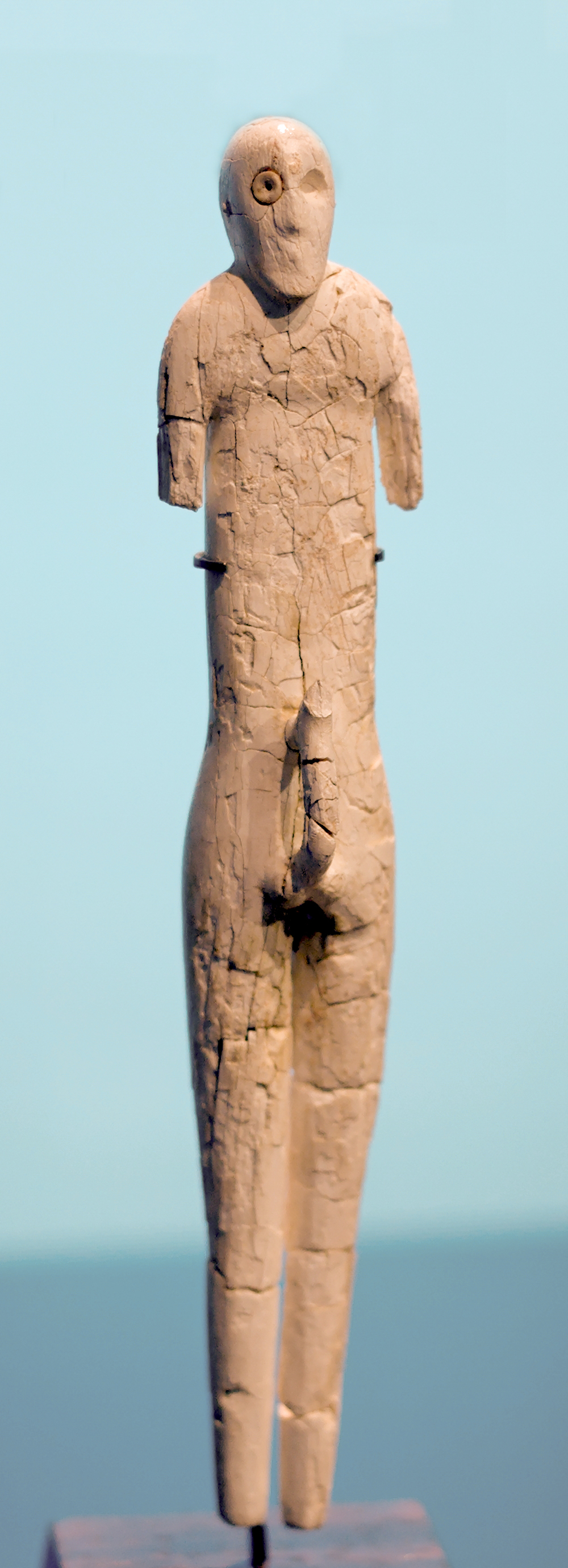
Ityfalliczna rzeźba z inkrustowanymi oczami, okres Nagada I, kość hipopotama, Luwr, Paryż, nr kat. E 27457

Nagada I – zwana również kulturą amrańską (zwana tak od cmentarza niedaleko el-Amrah) zapoczątkowała w Egipcie okres zwany Predynastycznym; koncentrowała się w zespole stanowisk położonych ok. 30 km na północ od Luksoru, na zachodnim brzegu Nilu w Górnym Egipcie. W swojej wczesnej fazie ma wiele wspólnego z kulturą Badari zwłaszcza pod względem technologii, kultury materialnej, natomiast odrębny charakter przejawia w zakresie wyrobów rzemieślniczych.
Okres Nagada I trwał w przybliżeniu 500 lat, od ok. 4000 do 3500 r. p.n.e. W okresie tym wyróżniane są podokresy a, b oraz c.

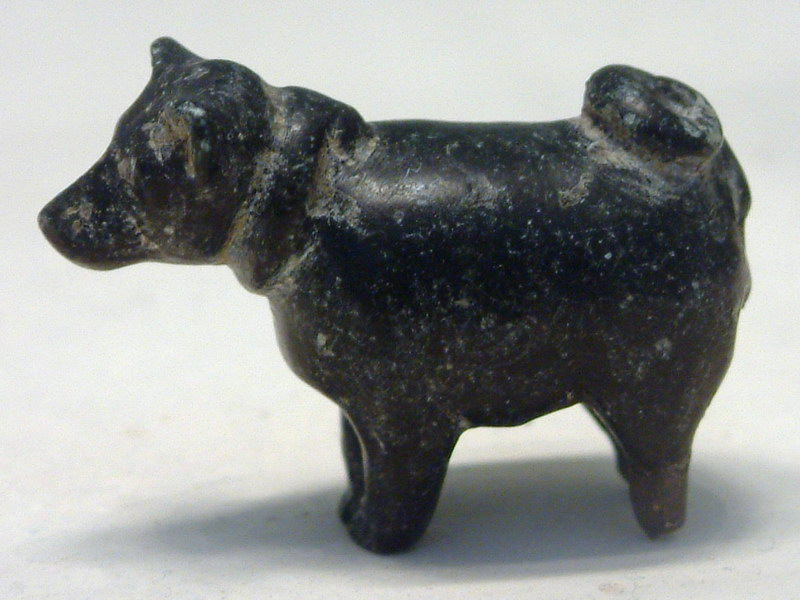
figurka suki, okres Nagada I, chloryt, Luwr, Paryż, nr kat. E 27203

Zmarli byli grzebani w płytkich zagłębieniach w pozycji embrionalnej, zwróceni na zachód wraz z ofiarami (np. owocami) oraz wyposażeniem (m.in.: biżuterią, naszyjnikami, wyrobami garncarskimi) – pochówek podobny do tego w kulturze Badarii.
W kulturze tej pojawiła się ceramika zdobiona geometrycznymi wzorami i postaciami zwierząt (m.in.: hipopotamy, krokodyle), malowanymi lub rytymi w glinie – wyróżniają się tu czerwone polerowane naczynia, a także zakończone czarnym brzegiem. Niekiedy pojawiają się kompozycje z udziałem postaci męskich, a także pierwsze obrazy łodzi. Charakterystycznym dla tej kultury jest występowanie przedmiotów dekoracyjnych, przede wszystkim figurek tancerek (przedstawiały one kobiety w tańcu z uniesionymi do góry ramionami). Niemniej charakterystyczne są palety kosmetyczne z łupku. Najczęściej występowały formy romboidalne, następnie zoomorficzne (głównie w kształcie ryb, ptaków i żółwi). Znaczące są też stożkowe kamienne głowice maczug (widoczne zwłaszcza w pochówkach wysokich rangą mężczyzn). Za ważny należy uznać rozwój architektury.